# 汉阳站
汉阳站是一个京广线上的铁路车站，位于湖北省武汉市汉阳区建桥街道车站社区车站前路尽头，站场中心位于京广铁路K1202+293处。车站建于1955年12月，目前为一等站，邮政编码为430050。该站客运仅办理路内通勤车的到发业务；货运办理专用线货物发到，不办理整车普通货物。车站负责汉阳地区、武汉市经济技术开发区以及江汉平原等十几个市、县部分物资的到发运输业务，是武汉局较大的铁路卸车站之一，年发送运量20万吨、到达运量200万吨。

## 历史沿革
作为武汉长江大桥配套工程之一，本站建于1955年12月。车站分客货两场，其中客场站房建筑面积为321平方米。1957年建成长23．9米、宽3米的旅客地道，连接一、二站台。1958年，汉口迂回线完工，由于当时汉口迂回线还是单线，上行车辆经由京广正线（后京广附属线）或汉口迂回线都需要在本站调度。1972年1月，作为武汉铁路枢纽二期工程，全长15.457km的汉口迂回线复线通车，在汉水北岸设立汉水桥线路所，调度工作改由汉水桥线路所负责。
车站亦曾经办理客运业务：有往汉丹、焦枝、襄渝方向的旅客列车停靠，并发售往中国北方各站的车票，1996年停办对外旅客乘降业务。目前仅办理晨昏时段在武汉北站至武昌南站间走行的铁路职工通勤列车到发业务。
1958年，车站修建100平方米的货运室1座，100平方米货物仓库1栋以及新建货物线2股。1961年又增修货物线2股。1976年新建面积360平方米的货运办公楼1栋。1992年，车站衔接19个单位专用线用线，计72条线路。车站发送货物主要种类有：钢铁、纸张、木材、农副产品、粮食、矿建、工机、汽车、化工、化肥等，到达货物主要品类为煤。至2001年底，车站有5．4万平方米的货场1个，其中使用面积882平方米的仓库1座，以及一座面积5696平方米的露天堆场。
虽然客运功能已停用多年，亦有规划建议该车站恢复客运。早在2009年，铁四院就建议将此站作为武汉铁路枢纽的两个辅助客运站之一，改造成为武汉至潜江、天门等地城际铁路的始发站，以便与附近的地铁站接驳。然而因为已开通城际铁路上座率不够，加上2015年铁路投资政策调整，上述两条线路已被搁置。

## 专用线
作为汉阳唯一的铁路车站，车站建成后汉阳辖区内各厂矿企业单位陆续修建铁路专用线连接车站。

### 杨泗港埠专用线暨沌口铁路专用线

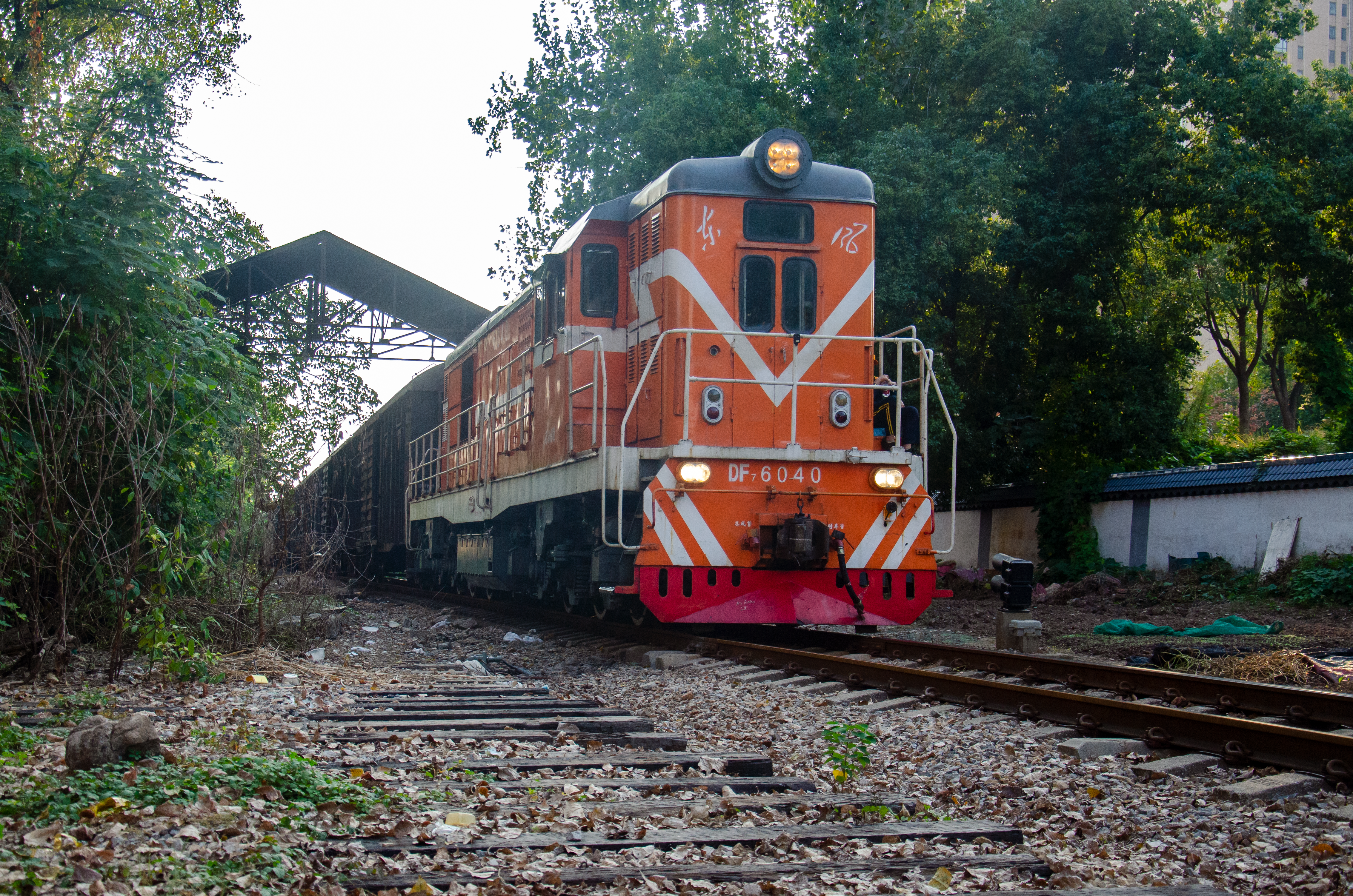
车辆通过沌口铁路专线暨杨泗港埠专用线港前站检衡所旧址（2023年）

1959年2月位于汉阳杨泗庙的水陆联运港区（武汉港务局汉阳作业区）开工，1962年建成港区专用线，有专线12条，总延长15公里，并建有调车场（据调车场建筑标识称“港前站”或“武汉新港编组站”）及检衡所。
1992年11月该站在蔡甸区沌口武汉经济技术开发区肖家湾建成顺昌运贸公司货场，占地4472平方米。
2010年，沌口铁路专线位于武汉国际博览中心的路段实施改线及地下化，以避开国博中心地块，其中地下化距离800米。2011年阳逻集装箱港区开埠后，汉阳的杨泗港埠逐渐关停，铁路专用线也随之废弃，但由于沌口铁路专线在港前站与港埠线路接续且仍有行车，港前站保留股道2条（见右图）。2022年，利用原杨泗港专用线建设的城市道路新五里后堤建成通车。

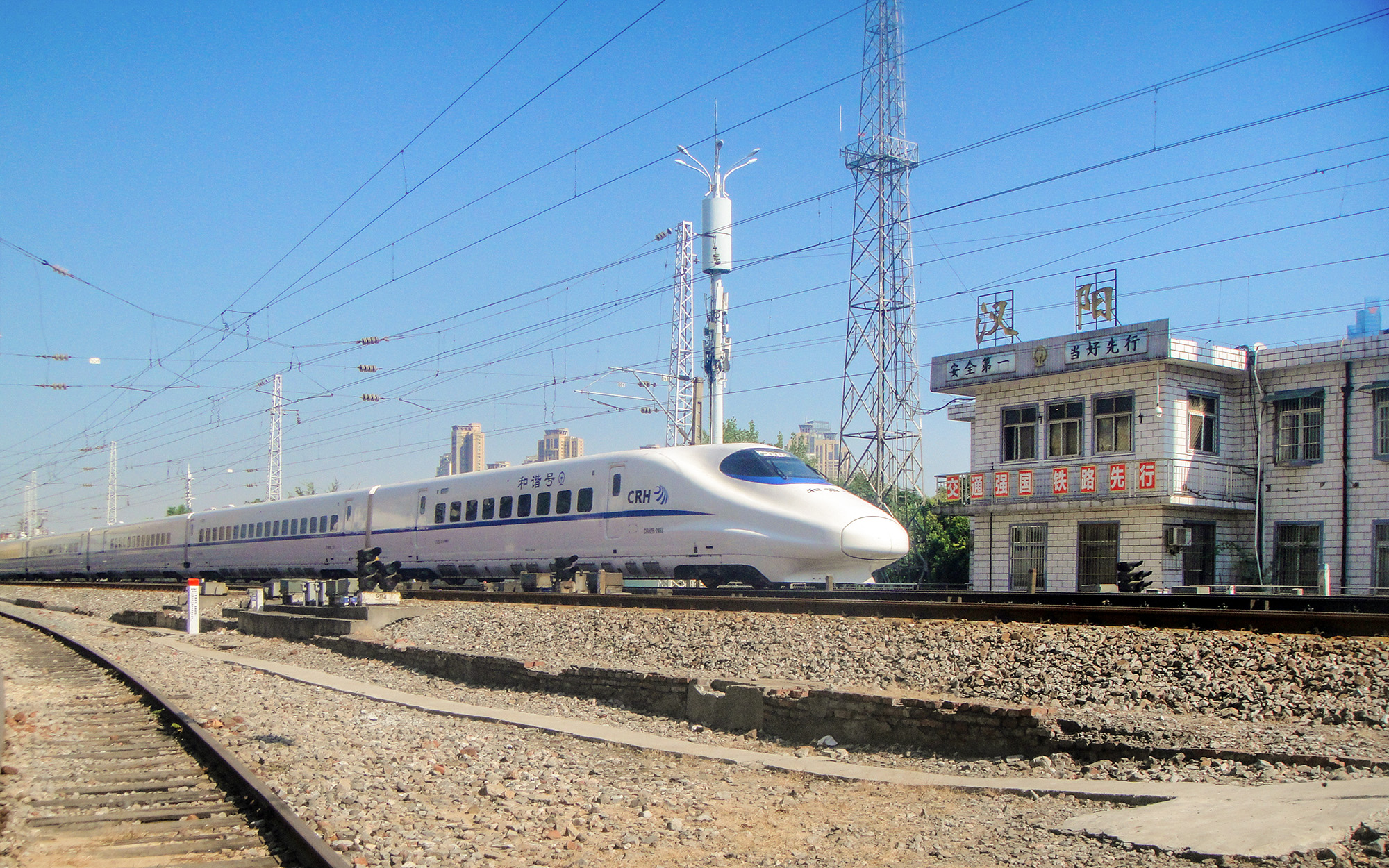
0D5243 次列车由汉口动车运用所开往武昌站

该专用线未来或将会随新汉阳站工程改建。

### 大桥局桥梁机械制造厂暨汉阳枕木防腐厂专用线
汉阳站专用线除上述线路外，另有一条专用线自上述线路东侧引出汉阳站，连接原汉阳枕木防腐厂及原大桥局桥梁机械制造厂（今武桥重工）。上述单位搬离后，该专用线废弃至今，但未拆除线路。常有铁道迷于该专用线进出汉阳站的铁门处拍摄列车，如右图。另外该专用线靠近汉阳站调车场一段线路与城市道路车站前路共线，两侧居民及车站社区自发利用花草等装点建筑，逐渐将废弃铁路两侧打造成为了景点，称为“站前花街”。2023年5月，在经过进一步整修后，武汉市文化和旅游局及武汉广播电视台报道了该处，欲打造为打卡景点。

## 图片
- 浓雾中眺望车站调车场与客场（2022年）
- Z4177次旅客列车通过车站调车场（2023年）
- 从车站客场眺望武汉长江大桥（2023年）